# Massimo Beghetto
Massimo Beghetto (Cittadella, 19 novembre 1968) è un allenatore di calcio ed ex calciatore italiano, di ruolo difensore o centrocampista.

## Biografia
È figlio di Giuseppe Beghetto, ex pistard campione olimpico, e cugino di Luigi Beghetto, anch'egli ex calciatore. Anche il figlio Andrea è divenuto calciatore professionista.

## Carriera

### Giocatore

Beghetto in azione in maglia vicentina nella trasferta di Firenze dell'8 settembre 1996

Cresciuto nel settore giovanile del Montebelluna e passato successivamente al Venezia, viene acquistato nell'ottobre del 1987 dal Bologna, con cui gioca 2 partite nel campionato di Serie B 1987-1988. Passato al Chievo, in Serie C2, gioca due ottimi campionati collezionando alla fine della sua esperienza veronese 47 partite e tre gol, e una promozione in Serie C1 il primo anno.
Passato al Perugia all'inizio della stagione 1990-1991 in Serie C1, diventa una vera e propria bandiera della squadra umbra, dove gioca sei campionati culminati con la promozione in Serie B nel 1994, e in Serie A nel 1996, collezionando ben 171 presenze (uno dei biancorossi più presenti di sempre) e cinque gol. Acquistato dal Vicenza, debutta in Serie A a 28 anni, venendo inizialmente impiegato da terzino in ballottaggio con Gilberto D'Ignazio Pulpito, per poi piano piano venire spostato sulla mediana dove contende il posto a Gabriele Ambrosetti; chiude la stagione con 31 presenze e quattro gol in campionato, arricchita dalla vittoria della Coppa Italia del 1997.
La seconda stagione in biancorosso invece è costellata da una serie interminabile di infortuni, che ne minano notevolmente il rendimento, ma Beghetto riesce comunque a scendere in campo 21 volte. Dopo la partenza di Guidolin, con l'arrivo di Franco Colomba prima ed Edoardo Reja poi, la squadra berica retrocede amaramente, con Beghetto nuovamente bloccato dagli infortuni, che chiude la sua stagione con un gol in 22 presenze. Il Vicenza resta comunque in Serie B solamente un anno, giusto il tempo per vincere agevolmente il campionato cadetto, con Beghetto però spesso destinato alla panchina, dato che il tecnico Edoardo Reja gli preferisce il più giovane Juri Tamburini (30 comunque le gare giocate).
Il campionato 2000-2001 è l'ultimo del mancino in maglia biancorossa che chiude la sua stagione con appena 18 presenze, e cinque anni sotto i Colli Berici con 122 presenze e cinque gol totali in campionato. Dopo una brevissima esperienza di un paio di settimane con la squadra di Malta dello Sliema Wanderers, con cui gioca i preliminari nel tentativo di centrare la qualificazione alla Coppa UEFA, approda in Scozia, al Dundee, con cui colleziona 21 presenze.
Dall'agosto 2002, grazie all'amicizia che lo lega all'ex compagno Alberto Briaschi, passa al Bassano Virtus, di cui Briaschi è direttore generale, in Serie D. Da allora, nonostante qualche nuovo infortunio, la sua esperienza e le sue qualità gli fanno disputare buoni campionati in riva al Brenta, culminati con la promozione in Serie C2 e la vittoria dello Scudetto Dilettanti nel 2005 e una sofferta salvezza nella stagione 2005-2006, al termine della quale si ritira dal calcio giocato. Il 19 novembre 2008 ha esordito con la maglia della Selezione di calcio della Padania a Treviso contro lo NK Zagabria.

### Allenatore
Dopo aver assunto vari incarichi all'interno del settore giovanile del Bassano Virtus, il 5 ottobre 2009 diventa allenatore della prima squadra in sostituzione di Giorgio Roselli. Nel giugno 2010 entra nello staff del Vicenza, come vice allenatore di Rolando Maran. Nel 2011 diventa allenatore della squadra Primavera, mentre subentra nel 2012 a Luigi Cagni sulla panchina della prima squadra, ma sorgono problemi in quanto Beghetto non ha il patetino per allenare in Serie B. Il 2 aprile gli viene affiancato Manlio Zanini che collaborerà con Beghetto e farà da "presta-patentino". Il 29 aprile, in seguito alla sconfitta per (0-1) contro la Nocerina, i due vengono sostituiti da Luigi Cagni che ritorna ad allenare i biancorossi. In seguito, è tornato ad allenare la formazione Primavera del Vicenza fino a giugno 2015.
Il 23 giugno 2017, diventa il nuovo tecnico della squadra Primavera del Cittadella.
Nella stagione 2024-2025 assume il ruolo di allenatore nelle giovanili dell’Fc Bassano 1903.

## Palmarès

### Giocatore
- Campionato italiano di Serie B: 2

Bologna: 1987-1988
Vicenza: 1999-2000
- Campionato italiano Serie C1: 1

Perugia: 1993-1994 (girone B)
- Coppa Italia: 1

Vicenza: 1996-1997